# Michał Urbaniak
Michał Urbaniak (nacido en Varsovia el 22 de enero de 1943) es un músico y compositor polaco de jazz. Principalmente toca el violín, el liricón y el saxofón en sus conciertos y grabaciones. Desempeñó un papel central en el desarrollo del jazz fusion, en las décadas de 1970 y 1980, y ha introducido elementos de la música folk, R&B, hip hop, y música sinfónica en el jazz.

## Discografía
- Paratyphus B (1970)
- Inactin (1971)
- New Violin Summit (con Don "Sugarcane" Harris, Jean-Luc Ponty, Nipso Brantner, Terje Rypdal, Wolfgang Dauner, Neville Whitehead, Robert Wyatt) (1972)[1]
- Super Constellation (and Constellation In Concert) (1973)
- Polish Jazz (1973)
- Atma (1974)
- Fusion (1974)
- Funk Factory (1975)
- Fusion III (1975)
- Body English (1976)
- Urbaniak (1977)
- Ecstasy (1978)

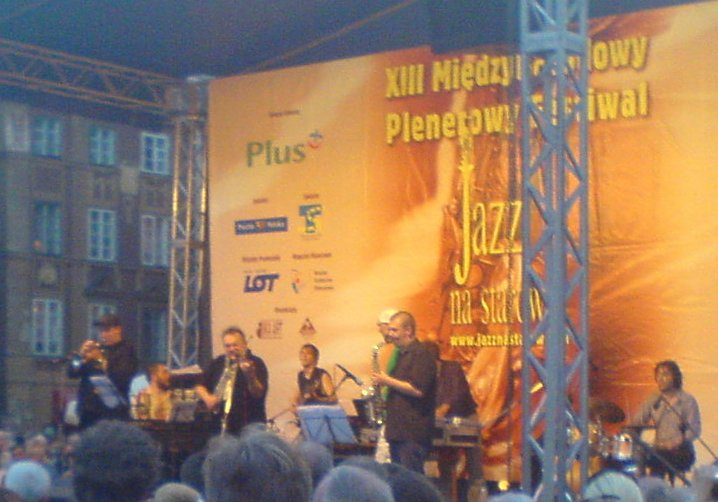
Michał Urbaniak (violín) en la XIII edición del festival "Jazz na Starówce" (2007).

- Music For Violin And Jazz Quartet (1980)
- Serenade for The City (1980)
- New York Five at the Village Vanguard (1989)
- Songs For Poland (1989)
- Milky Way, Some Other Blues, Mardin (1990)
- Cinemode (1990)
- Songbird (1991)
- Burning Circuits, Urban Express, Manhattan Man (1992)
- Urbanator (1993)
- Code Blue (1996)
- Urbanator II (1996)
- Urbaniax (1998)
- Fusion (1999)
- Sax, Love & Cinema (2001)
- I Jazz Love You (2004)
- Urbanator III (2005)
- Jazz Legends" #1 (2006
- Jazz Legends" #2 (2007)
- Jazz Legends" #3 (2008)